# 汪汪25
《汪汪25》（日语：ワンワン25）是日本NHK教育频道节目《躲猫猫！》的25周年纪念特别节目，于日本时间2021年12月31日播出，时长达一小时。节目嘉宾包括GReeeeN、巧克力星球、早安少女组以及前任小姐姐小雪。
2021年12月21日，NHK宣布《汪汪25》将与《宝可梦系列》的皮卡丘联动，并出现在节目中。
2022年7月20日，《汪汪25》的DVD和Blu-ray由日本哥伦比亚发行。

## 出演者

### 主持
- 汪汪（日语：ワンワン (いないいないばあっ!)）
- 小春（仓持春希）
- 乌糖

### 嘉宾
- GReeeeN
- 巧克力星球（日语：チョコレートプラネット）
- 早安少女组。'21
- Rin音（日语：Rin音）
- asmi
- 宇仁菅真（日语：宇仁菅真）
- 原西孝幸（日语：原西孝幸）
- 横山大介（日语：横山だいすけ）
- 小林刚久（日语：小林よしひさ）
- 小雪（大角雪）
- 幸运池田（日语：ラッキィ池田）
- 皮卡丘
- 前山田健一
- 淳君
- 北川悠仁
- 山崎弘也

### 受访者
- 户井田美里
- 吉野弘幸

## 外部連結
- 官方网站（日語）